# Родіонов Євген Олександрович
Родіонов Євген Олександрович (23 травня 1977 , Чибірлейd, Пензенська область  — 23 травня 1996 , Чеченська Республіка Ічкерія ) — російський військовий злочинець, рядовий прикордонних військ РФ, що воював у Першій російсько-чеченській війні на боці Росії. З іншими військовими довго був у полоні, піддаючись тортурам. Посмертно нагороджений орденом мужності РФ.

## Життєпис
Народився 23 травня 1977 року в селі Чібірлей Кузнецького району Пензенської області. Батько Олександр Костянтинович працював експертом по дереву (помер за тиждень, після звістки про загибель сина). Мати — Любов Василівна, мебляр-технолог.
На другий рік життя пройшов хрещення[значущість факту?].
Закінчив дев'ять класів школи в селищі Курилове Подільського району Московської області, працював на меблевій фабриці, навчався на водія.
Пішов служити 25 червня 1995 до прикордонної служби росії. Після навчального центру був гранатометником на 3-й прикордонній застави 3-ї мотоманевреної групи 479 прикордонного загону особливого призначення (в/ч 3807, розформована 1998 року) прикордонного управління ФСБ Росії по Калінінградській області на інгушсько-чеченському кордоні.
13 січня 1996 року направлений на бойове стажування до Кавказького особливого прикордонного округу до Назранівського прикордонного загону (в.ч. № 2094), служив на кордоні з Чеченською республікою Ічкерія. Після місяця служби, 14 лютого 1996-го, з Андрієм Трусовим, Ігорем Яківлевим і Олександром Желізновим потрапив до полону.

Вбитий 23 травня 1996, за даними з російських пропагандистських ЗМІ, перед смертю його примушували відректися від християнства.

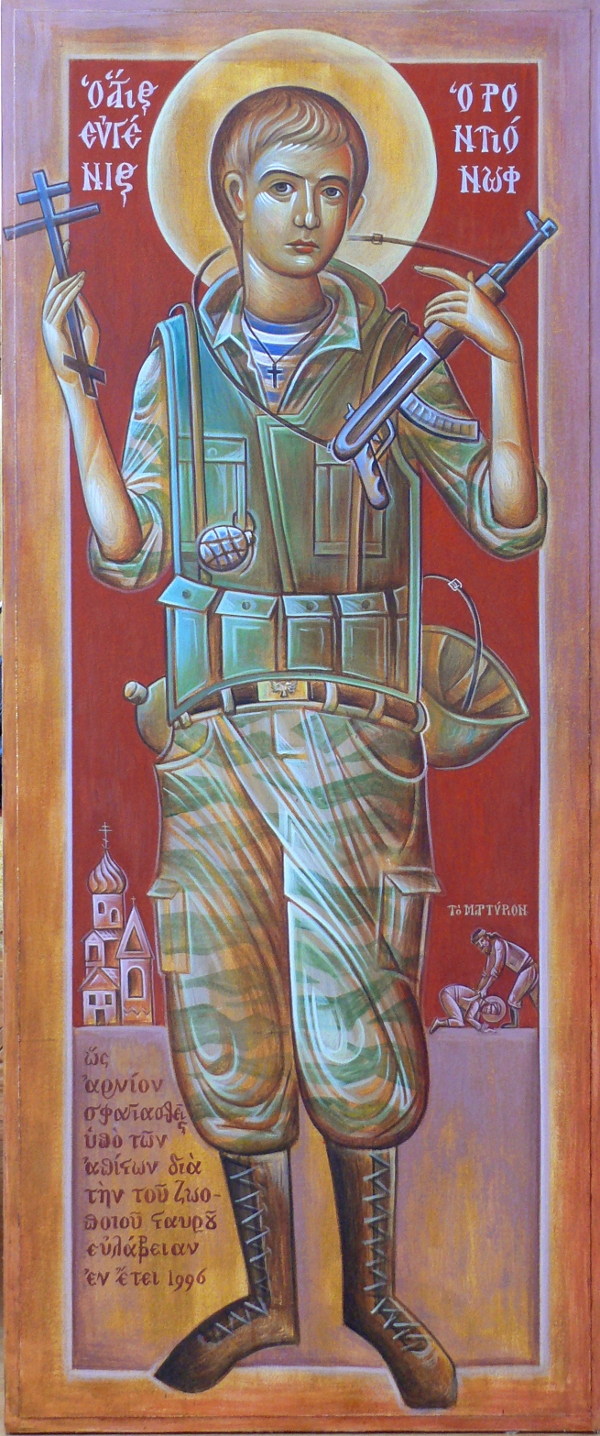
Ікона

## Пропозиції канонізації
2003 року протоієрей РПЦ Олександр Шаргунов (керівник комітету з морального відновлення батьківщини, керівника храму святителя Миколая в Пижах) запропонував канонізувати Родіонова. Мати Євгена запросили до синодальної комісії з канонізації Російської православної церкви. 2004 року синодальна комісія відмовила в канонізації через відсутність відомостей про мученицьку в церковному сенсі смерть.

Тодішній в. о. голови відділу Московського патріархату із взаємодії зі збройними силами та правоохоронними установами протоієрей Димитрій Смирнов стверджував, що "питання про канонізацію буде вирішене позитивно.

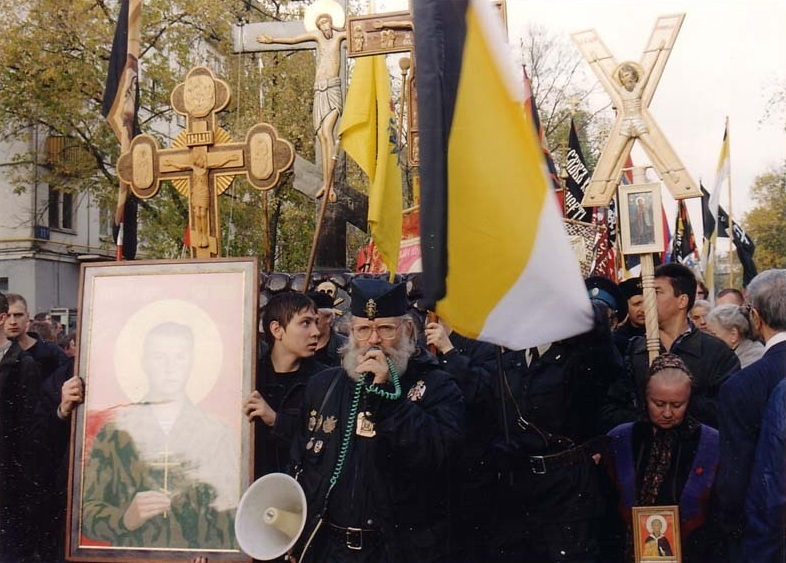
Хресна хода в жовтні 2003 року з іконою Родіонова

25 вересня 2010 року в Кузнецьку Пензенської області було відкрито й освячено пам'ятник Родіонову біля школи № 4, названої на його честь.
Родіонов також є місцевошанованим святим у Сербії.
У травні 2011 року включений як «новомученик Євген Воїн» до військової панахиди, рекомендовану православним капеланам армії США для поминання загиблих воїнів в свято Усікновення глави Іоанна Предтечі і Дмитріївську суботу.
27 квітня 2016 в Москві на засіданні Ізборського клубу було підписано звернення до Кирила Гундяєва з проханням канонізації Родіонова. Диякон РПЦ Андрій Кураєв поставився до пропозиції скептично.
Священики УПЦ  на окупованих терористами з ЛНР територіях провели молебень із зображенням ікони Родіонова.